# Kazimierz Brandys
Kazimierz Brandys (n. 27 octombrie 1916 - d. 11 martie 2000) a fost un prozator polon.

## Opera
- 1947: Orașul neînvins ("Miasto niepokonane");
- 1948 - 1951: Între războaie ("Między wojnami");
- 1946: Calul de lemn ("Drewniany koń");
- 1954: Cetățenii ("Obywatele");
- 1956: Apărarea Granadei ("Obrona Grenady");
- 1957 - 1961: Scrisori către doamna Z. ("Listy do pani Z");
- 1970: Cărticica ("Mała księga").